# Arabiska erövringen av Egypten

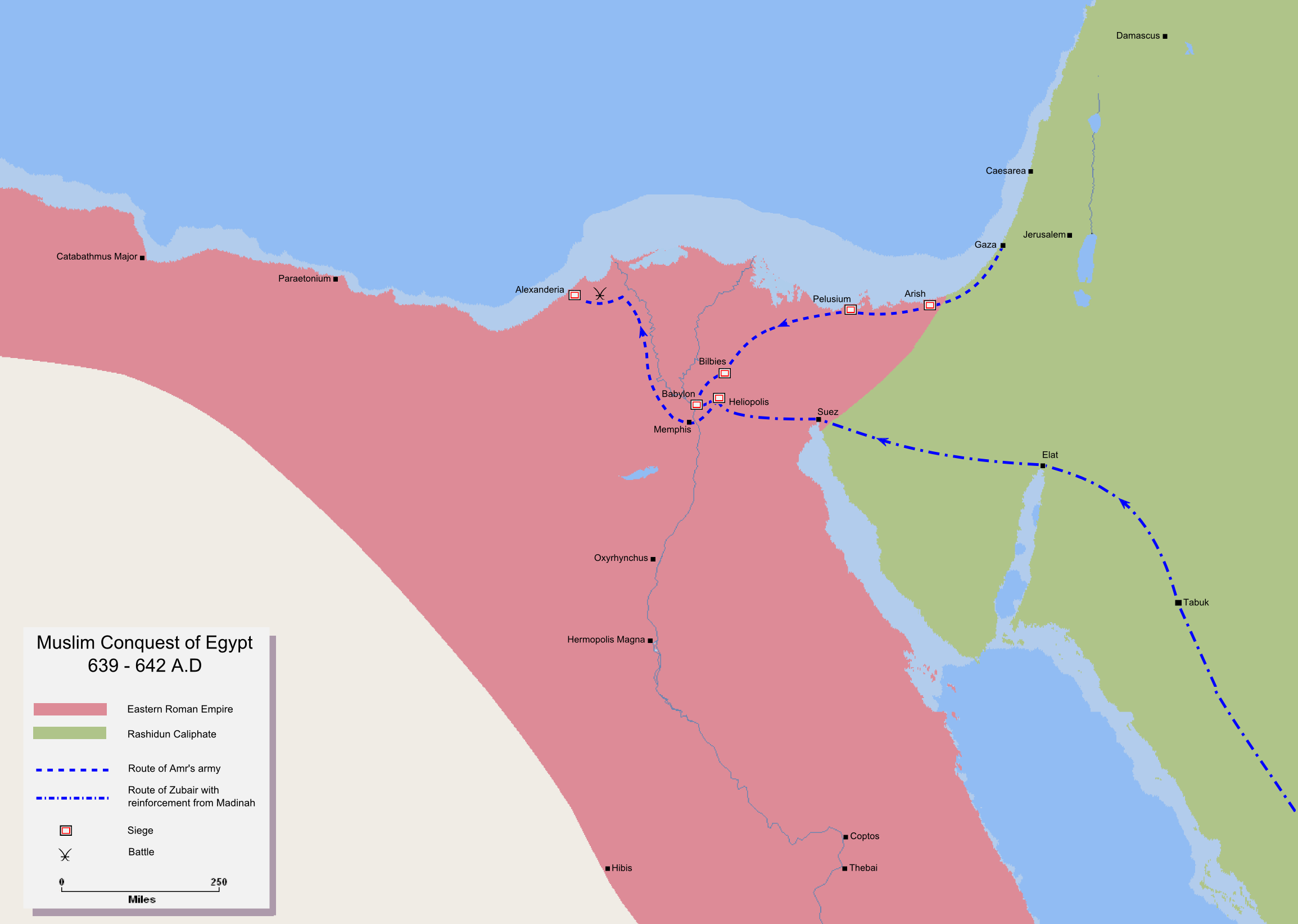
Mohammad adil-Muslim conquest of Egypt

Den islamiska erövringen av Egypten, även känd som den arabiska erövringen av Egypten, syftar på det muslimska och arabiska Rashidunkalifatets erövring av Bysantinska rikets Egypten mellan 639 och 642, vilket var en del av den Islamiska expansionen. Den ledde till slutet för den romerska epoken i Egypten, som varat under olika former sedan 30 f.Kr., och den påföljande islamiseringen av Egypten och början av majoritetens gradvisa övergång från koptisk kristendom till islam.